# رايموند ييب
رايموند ييب واي مان هو مخرج سينمائي ولد في عام 1966م في هونغ كونغ . 

## فيلموغرافيا
- ستون مليون دولار للرجل (1995)
- بورتلاند ستريت بلوز (1998)
- للأولاد السيئين فقط (2000)
- تلك كانت الأيام ... (2000)
- الجمال والثدي (2002)
- آنا في Kungfuland (2003)
- بروس لي ، أخي (2010)
- خسر في رحلة (2010)
- أحذية ملطخة بالدم (2012)
- البيت الذي لا يموت (2014)
- حكايات الغموض (2015)
- فانتوم المسرح (2016)
- طبخ العاصفة (2017)

## روابط خارجية
- رايموند ييب على موقع IMDb (الإنجليزية)
- رايموند ييب على موقع ألو سيني (الفرنسية)
- رايموند ييب على موقع أول موفي (الإنجليزية)
- رايموند ييب على موقع قاعدة بيانات الفيلم (الإنجليزية)
- رايموند ييب على موقع كينوبويسك (الروسية)